# Sulfirredoxina
La sulfirredoxina (EC 1.8.98.2) es una enzima que cataliza la siguiente reacción química: 
Por lo tanto los tres sustratos de esta enzima son peroxirredoxina-(S-hidroxi-S-oxocisteína), ATP, y un tiol, mientras que sus cuatro productos son peroxirredoxina-(S-hidroxicisteína), ADP, fosfato inorgánico, y un disulfuro.

## Clasificación
Esta enzima pertenece a la familia de las oxidorreductasas, más específicamente a aquellas oxidorreductasas que actúan sobre un dador de electrones con un grupo azufrado, con otros aceptores conocidos.

## Nomenclatura
El nombre sistemático de esta clase de enzimas es peroxirredoxina-(s-hidroxi-S-oxocisteína):tiol oxidorreductasa [hidrolizante de ATP; formadora de peroxirredoxina-(S-hidroxicisteína)]. Otros nombres de uso común incluyen Srx1, sulfirredoxina, y peroxirredoxina-(S-hidroxi-S-oxocisteína) reductasa.

## Papel biológico
Esta enzima se encuentra involucrada en el metabolismo antioxidante por medio de la reactivación de las peroxirredoxinas cuando estas se encuentran inhibidas por una sobreoxidación, las peroxirredoxinas son un grupo de peroxidasas.

## Función
El átomo de azufre en la cadena lateral del aminoácido cisteína puede presentarse en varios estados de oxidación. El más reducido de estos es en forma de grupo tiol (Cys-SH). La oxidación de la cisteína, produce cistina, la cual forma la mitad de un enlace disulfuro (Cys-S-S-Cys). Estos estados bajos de oxidación de la cisteína (disulfuros) son fácilmente reversibles, pero los estados de oxidación mayores, tales como el ácido sulfínico (Cys-SOOH), fueron en un tiempo considerados irreversibles, desde el punto de vista biológico. Esta visión cambión con el descubrimiento de la sulfirredoxina, una enzima que puede reducir el ácido sulfínico, nuevamente a su forma tiol, por un mecanismo dependiente de ATP. Trabajos adicionales sugieren que además desempeña algún papel en la resolución de enlaces disulfuro mixtos.
Descubiertas inicialmente en levaduras, la sulfirredoxina es una enzima altamente conservada en todos los eucariotas, incluidos los mamíferos. En un ejemplo perfecto de como los múltiples nombres de un gen pueden entorpecer un campo, el gen de la sulfirredoxina (Srxn1) ya era conocido como un gen de función desconocida, clonado por display diferencial en un modelo in-vitro de tumorogénesis, y denominado "Neoplastic progression 3/Npn3" aunque no se había reportado nada sobre su verdadera función. Como resultado, en los estudios de microarreglos de ratón, la sulfirredoxina se denomina Npn3, y se clasifica típicamente como "relacionada con cáncer" o como "otros" antes que como "antioxidante".

El compuesto D3H (3H-1,2-ditiol-3 tiona), un poderoso antioxidante

El gen Npn3/Srxn2 se encuentra regulado a la alta en niveles excepcionalmente altos en los estudios sobre estrés oxidativo. El gen Npn3/Srnx1 se induce más de 32 veces por D3T (hígado), 12 veces por CdCl
2 (hígado), de 4 a 10 veces por paracetamol (hígado) y 3,3 veces por paraquat (corazón). Un estudio de la base de datos GEO indica además una gran inducción del gen Np3n/Srxn1 se puede observar en la injuria en pulmón por hiperoxia (grupo de datos GDS247, ID# 102780_at) o gas fosgeno (GDS1244, 1451680_at). Que Npn3 y Srnx1 son sinónimos no se había mencionado en ninguno de los quince estudios escritos sobre Srnx1 hasta el año 2006.
Debido a su descubrimiento tan reciente, la función de la sulfirredoxina, aún no es totalmente comprendida.
Los ratontes knockout para el gen de la Sulfirredoxina son viables, y parecen normales bajo circunstancias habituales. El tratamiento de estos ratones con carcinógenos, ha demostrado que son menos proclives a desarrollar un par de tipos de cáncer comparados con los ratones wild type. Esto parece indicar que el gen Srx podría tener un rol crítico en la carcinogénesis.